# Ninjutsu
Ninjutsu (jap. 忍術 ninjutsu; także: 忍び術 shinobi-jutsu, 忍法 ninpō) – sztuka walki, maskowania się, strategii oraz niekonwencjonalnych działań zbrojnych oraz walki partyzanckiej, praktykowana przez shinobi (poza Japonią powszechnie znanych jako ninja). Obecnie na świecie występuje kilka rodzajów nowoczesnego ninjutsu, jednak nie każdy z nich wykazuje związek z prawdziwą praktyką ninjutsu w Japonii. Uważa się, że ninjutsu łączy się wyłącznie ze skrytością i działaniem z ukrycia. Jednakże osoby ćwiczące ninjutsu wykorzystują tę technikę także do samodoskonalenia.

## Nazwa
Główny znak –  nin (忍) –  jest złożony z dwóch znaków: górny znak –  ha (刃) – znaczy "kraniec miecza", a dolny znak – kokoro (心) – oznacza "serce" lub "duszę". Sam znak 刀 oznacza "miecz", "ostrze"; znak 刃 daje "kraniec miecza". Razem oznaczają "skrytość", "sekretność", "wytrzymałość", "wytrwałość" i "cierpliwośc". Jutsu (術) oznacza "sztukę" lub "technikę". Pō (法) przedstawia "wiedzę", "zasadę", "prawo". Kiedy występuje w złożeniu sinojapońskim ze znakiem nin, odnosi się do sztuk ninja.

## Historia
Ninjutsu zostało stworzone przez grupę ludzi, głównie z prowincji Iga oraz miasta Kōka, w prefekturze Shiga w Japonii. Przez całe swoje istnienie shinobi używający ninjutsu byli postrzegani jako zabójcy, zwiadowcy i szpiedzy. Ninjutsu widziane było głównie przez pryzmat działania w ukryciu i używania podstępów. W powszechnym wyobrażeniu shinobi łączeni byli z działalnością postrzeganą dzisiaj jako przestępcza.
W czasie swojego działania, wiele różnych szkół (ryū) wypracowało własne odmiany ninjutsu.
Przykładem powstania takiej ryū może być Togakure-ryū. Ta ryū powstała po tym, jak pokonany samurajski wojownik Daisuke Togakure uciekł do regionu Iga. Poznał on mnicha-wojownika Kaina Doshi, który wskazał mu nowy sposób postrzegania życia oraz techniki ninjutsu.
Ninjutsu powstało jako zbiór fundamentalnych metod przetrwania, przydatnych w niebezpiecznych regionach feudalnej Japonii. Shinobi używali swoich umiejętności, aby zwiększyć swoje szanse na przetrwanie w groźnych czasach politycznego zamętu. Ninjutsu zawierało w sobie także metody zbierania informacji i techniki pozostawania niewykrytym oraz mylenia tropów. Może także wykazywać elementy sztuki maskowania, uciekania, ukrywania się, łucznictwa, medycyny, wiedzy o ładunkach wybuchowych i trucicielstwa.
Umiejętności szpiegostwa i skrytobójstwa były bardzo przydatne dla walczących ze sobą frakcji średniowiecznej Japonii. Ponieważ umiejętności te były powszechnie uznawane za niehonorowe, japońscy wojownicy zatrudniali ludzi, którzy żyli poza japońskim systemem klasowym. Osoby takie były zwane dosłownie "nieludźmi" (非人, hinin). W końcu ninjutsu zaczęto kojarzyć wyłącznie ze szpiegostwem, a ludzie, którzy się tym zajmowali, zwani byli shinobi-no-mono.

## Szkoły
Niektóre tradycyjne sztuki walki, takie jak Tenshin Shōden Katori Shintō-ryū, wykazują się cechami ninjutsu; nie są to jednak szkoły ninjutsu. Współcześnie istnieje wiele szkół ninjutsu, a niektóre z nich podają, jakoby pochodziły od pierwszych japońskich szkół; jest to jednak temat ciągłych sporów badaczy.